# Chloristan sodný
Chloristan sodný je anorganická sloučenina se vzorcem NaClO4. Jedná se o bílou, krystalickou, hygroskopickou sůl velmi rozpustnou (ze všech chloristanů nejvíce) ve vodě a ethanolu. Většinou je k dispozici jako monohydrát krystalizující v kosočtverečné soustavě.
NaClO4 je uveden na seznamu prekurzorů výbušnin v navrhovaném nařízení Evropského parlamentu a Rady na regulaci prodeje a používání prekurzorů výbušnin.

## Výroba
Chloristan sodný se vyrábí anodickou oxidací chlorečnanu sodného na platinové elektrodě.
ClO -
3  + H2O → ClO -
4  + H2

## Použití
Chloristan sodný je prekurzorem mnoha jiných chloristanů, při jejich výrobě se využívá jejich relativně nízké rozpustnosti oproti NaClO4. Působením kyseliny chlorovodíkové na chloristan sodný lze získat kyselinu chloristou.
NaClO4 se používá v pyrotechnice, ale jen omezeně, protože je hygroskopický. Vhodnější je chloristan amonný nebo draselný. Tyto soli lze připravit podvojným rozkladem z roztoku chloristanu sodného a chloridu amonného, resp. draselného.

### Použití v laboratoři
NaClO4 má řadu různých aplikací v laboratoři, často jako nereaktivní elektrolyt. Používá se například ve standardní extrakci DNA a v hybridizačních reakcích v molekulární biologii.